# Cayo Julio Julo (dictador)
Cayo Julio Julo (en latín Gaius Iulius Iulus) fue nombrado dictador en 352 a. C., bajo el pretexto de una amenaza de los etruscos, pero en realidad fue nombrado para llevar a cabo la elección de dos patricios en los comicios consulares, en violación de las leyes Licinias.